# هنریک تیککانن

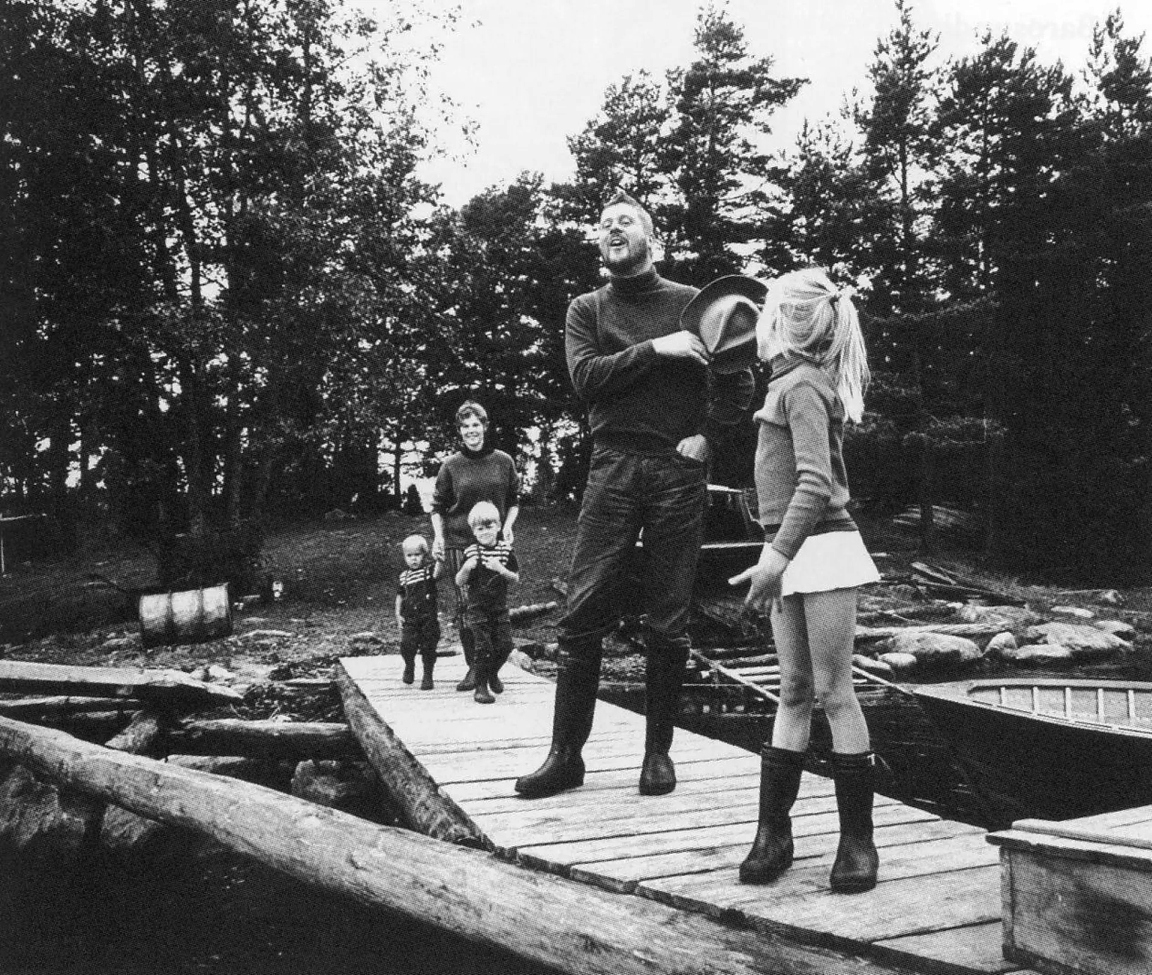
هنریک

هنریک تیککانن (انگلیسی: Henrik Tikkanen; ۹ سپتامبر ۱۹۲۴ – ۱۹ مهٔ ۱۹۸۴) نویسنده، هنرمند، و تصویرگر اهل فنلاند بود.
وی همچنین برندهٔ جوایزی همچون جایزه اینو لینو شده‌است.